# Set regnes combatents

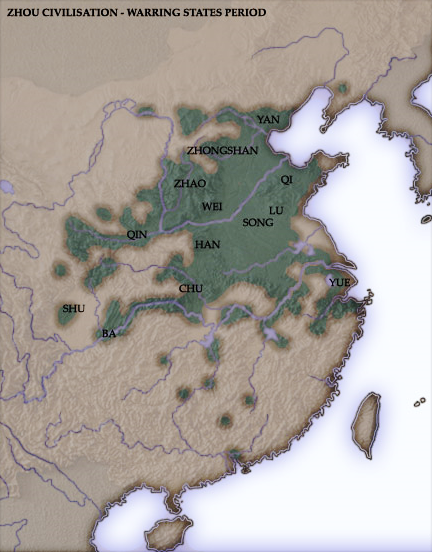
Mapa mostrant els set estats combatents; hi havia altres estats a la Xina d'eixa època, però els set regnes combatents eren els més poderosos i significatius

Els Set regnes combatents o els set estats combatents (en xinès tra.:戰國七雄| en xinès s.:战国七雄| en p:zhàn guó qī xióng) es refereix als set regnes combatents de la Xina durant el període dels regnes combatents de la història xinesa. Els set estats combatents s'originen a partir de la debilitada dinastia Zhou i foren, en ordre alfabètic per pinyin:
- Chu (楚)
- Han (韓/韩)
- Qi (齊/齐)
- Qin (秦)
- Wei (魏)
- Yan (燕)
- Zhao (趙/赵)

Altre estat que no és normalment inclòs en esta llista, al no ser considerat pròpiament xinès, va ser Yue.
El guanyador eventual de les guerres va ser l'estat Qin, el governant del qual, Qin Shi Huang, establí la primera dinastia imperial en la història de la Xina.
La saga de videojocs per ordinador amb el nom de Seven Kingdoms es diu així per aquests estats.